# اسمیت سنتر (کانزاس)
اسمیت سنتر (به انگلیسی: Smith Center) شهری در ایالت کانزاس کشور ایالات متحده آمریکا است که جمعیت آن در سرشماری سال ۲۰۱۰ میلادی، ۱٬۶۶۵ نفر بوده‌است.